# 布盧桑湖
12°45′14″N 124°5′35″E / 12.75389°N 124.09306°E
布盧桑湖是菲律賓的湖泊，位於呂宋島的布盧桑火山東南坡，面積0.28平方公里，海拔高度360米，海岸線長度2.2公里，該湖四周被熱帶雨林環繞。